# Nowooleksandriwka (Saporischschja)
Nowooleksandriwka (ukrainisch Новоолександрівка; russisch Новоалександровка Nowoaleksandrowka) ist ein Dorf im Norden der ukrainischen Oblast Saporischschja mit etwa 1400 Einwohnern.

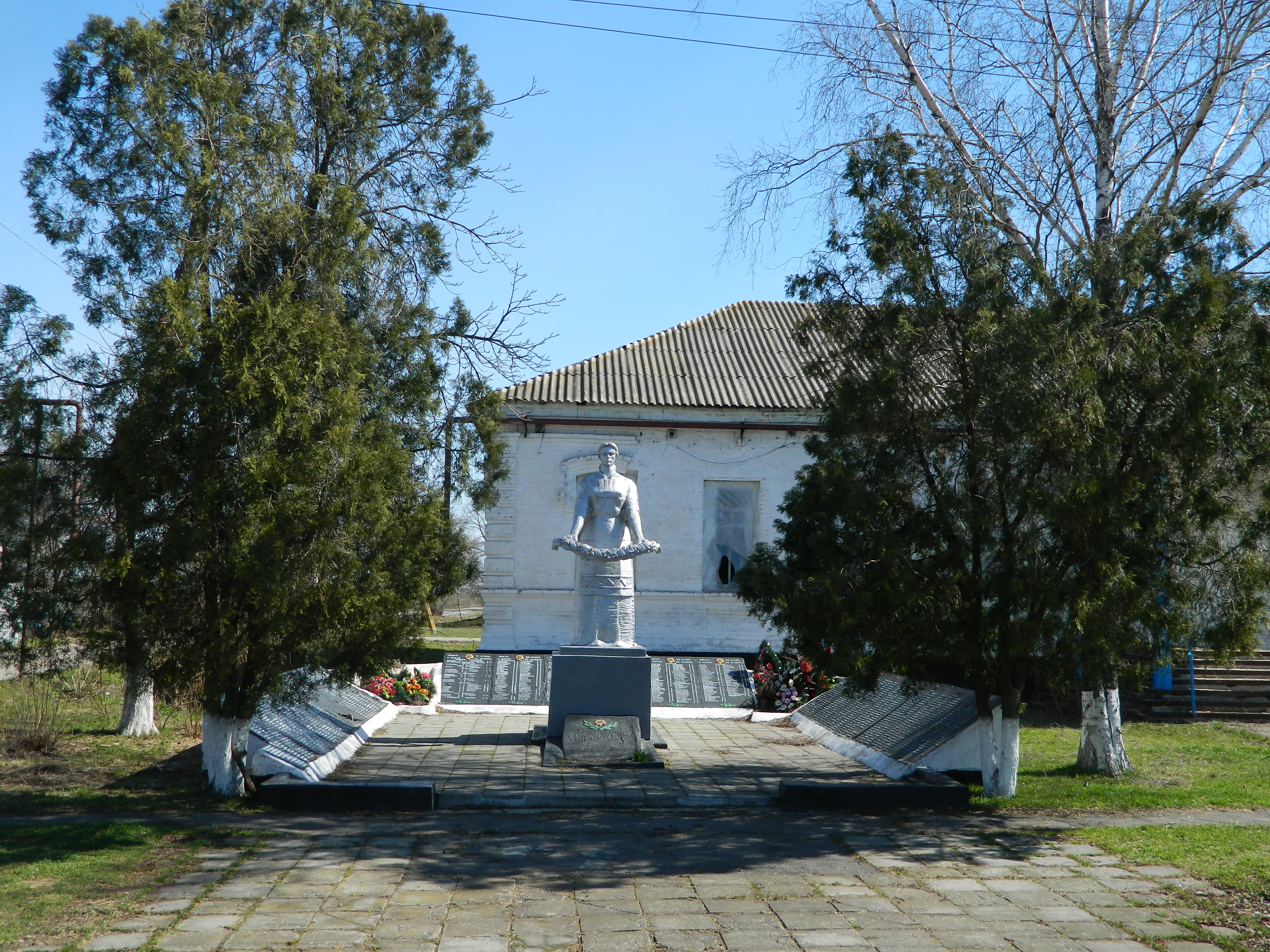
Denkmal im Ort

Das 1869 durch deutsche Kolonisten (Lutheraner bzw. Mennoniten) als Pody gegründete Dorf trug ab 1914 bis 1932 den Namen Alexandertal und liegt südlich der Nationalstraße N-08,16 Kilometer südöstlich der Oblasthauptstadt Saporischschja.

## Verwaltungsgliederung
Am 16. Mai 2018 wurde das Dorf zum Zentrum der neugegründeten Landgemeinde Nowooleksandriwka (Новоолександрівська сільська громада/Nowooleksandriwska silska hromada). Zu dieser zählten auch die 5 in der untenstehenden Tabelle aufgelisteten Dörfer sowie der Ansiedlung Ritschne, bis dahin bildete es zusammen mit den Dörfern Juljiwka und Nowooleniwka die gleichnamige Landratsgemeinde Nowooleksandriwka (Новоолександрівська сільська рада/Nowooleksandriwska silska rada) im Südosten des Rajons Saporischschja.
Folgende Orte sind neben dem Hauptort Nowooleksandriwka Teil der Gemeinde:
| Name                     | Name         | Name                        |
| ukrainisch transkribiert | ukrainisch   | russisch                    |
| ------------------------ | ------------ | --------------------------- |
| Hryhoriwka               | Григорівка   | Григоровка (Grigorowka)     |
| Juljiwka                 | Юльївка      | Юльевка (Juljewka)          |
| Nowooleniwka             | Новооленівка | Новооленовка (Nowoolenowka) |
| Ritschne                 | Річне        | Речное (Retschnoje)         |
| Saporoschez              | Запорожець   | Запорожец                   |
| Wesseljanka              | Веселянка    | Веселянка (Wesseljanka)     |